# Joe Orlando
Joe Orlando, né le 4 avril 1927 à Bari en Italie et mort le 23 décembre 1998 à New York, est un dessinateur américain de comic book, d'origine italienne.

## Biographie
Joe Orlando est né le 4 avril 1927 en Italie. Ses parents émigrent aux États-Unis en 1929. Très tôt attiré par le dessin, il suit des cours à la School of Industrial Art. À la fin des années 1940 il réalise son premier travail professionnel pour le comic catholique Treasure Chest. À partir de 1948 il travaille régulièrement pour Charlton Comics puis les éditeurs Fox, Avon, Youthful pour lesquels il produit des histoires de science-fiction. En septembre 51 est publiée sa première histoire éditée par EC Comics : Forbidden Fruit dans le comic Haunt of fear. Il dessine alors de nombreuses histoires pour cet éditeur, surtout de la science-fiction que l'on retrouve dans les titres Weird Science, Weird Fantasy, Weird science-Fantasy, Shock Suspenstories, mais aussi quelques histoires d'horreur dans Tales from the crypt ou Vault of Horror. Il travaille quelquefois pour d'autres éditeurs (Avon Publications, Timely, etc.).
À partir de 1956, EC Comics est moribond ; Joe Orlando produit quelques histoires pour Mad mais il travaille aussi beaucoup pour Marvel Comics. Il y dessine des histoires fantastiques, des westerns, des comics de guerre. De 1957 à 1964 il travaille pour les éditeurs suivants : EC Comics (Mad) surtout, Prize Publications (Black magic édité par Jack Kirby et Joe Simon et All for Love), I. W. Publishing (Space detective et Strange planets), Marvel et Gilberton (Classics Illustrated) pour lequel il adapte Ben-Hur, Le conte des deux cités et Kim de Rudyard Kipling.
En 1964 il participe au premier numéro de Creepy édité par Warren Publishing. Excepté trois numéros de Daredevil (no 2, 3, 4) et un Giant-man pour Marvel, il travaille exclusivement pour Warren et Gold Key. Il écrit aussi le scénario du comic strip Little Orphan Annie. À partir de 1966 il dessine aussi pour DC comics. Il participe à la création des Inferior Five (en) dans Showcase avec E. Nelson Bridwell au scénario et à celle du comics Swing with Scooter avec Jack Miller au scénario. En 1968, il est engagé par DC comme éditeur sur les comics House of Mystery, Plop!, Swamp Thing, The Witching Hour et Weird War Tales. Il sera par la suite nommé vice-président chargé des projets spéciaux.
Durant les années 1980, il devient professeur à la School of visual Arts à New York. En 1992, lorsque Time Warner, propriétaire de DC comics, rachète Mad, Joe Orlando est nommé directeur de publication associé. Lorsqu'en 1996, il se retire de DC comics, il garde cependant un bureau à Mad où il travaillera jusqu'à sa mort en 1998.

## Prix et distinctions
- 1980 : prix Inkpot
- 2007 : Temple de la renommée Will Eisner (à titre posthume)